# Sherlock Holmes – Der Seidenstrumpfmörder
Sherlock Holmes – Der Seidenstrumpfmörder (Originaltitel: Sherlock Holmes and the Case of the Silk Stocking) ist ein Fernsehfilm aus dem Jahr 2004 des Regisseurs Simon Cellan Jones für die BBC. Der Film basiert auf Arthur Conan Doyles Figuren Sherlock Holmes und Dr. Watson, die von Rupert Everett und Ian Hart gespielt werden.

## Handlung
London im Jahr 1902: Sherlock Holmes führt ein einsames Leben in Langeweile, konsumiert Drogen und treibt sich in Opiumhöhlen herum. Als am Ufer der Themse eine Frauenleiche gefunden wird, versucht Watson, ihn für den Fall zu interessieren. Die unbekannte Tote hatte einen Seidenstrumpf um den Hals und aufgrund der Kleidung vermutet man, sie wäre eine Prostituierte gewesen. Holmes hat kein Interesse an dem Fall und schickt Watson wieder fort, doch als er sich das Foto der Frau genauer ansieht, erkennt er, dass es sich bei ihr um Alice Pentney handelt, eine Lady aus der Oberschicht. Ihre Mutter Mrs. Pentney ist die Herzogin von Narborough. Der Herzog von Narborough, Lord Pentney, gibt Holmes daraufhin den Auftrag, den Mörder seiner Tochter zu finden. Holmes findet heraus, dass das Opfer mit Schlafmittel in einem Brandy betäubt wurde und den Mörder gekannt haben muss.
Watsons Verlobte Mrs. Vandeleur, eine Psychoanalytikerin aus den USA, vermutet ein sexuelles Motiv und macht Sherlock auf das Buch Psychopathia sexualis aufmerksam. Als nächstes Opfer wird Georgina Massingham an einer Straßenlaterne aufgehängt gefunden. Sie wurde mit Chloroform betäubt, hatte ebenfalls einen Seidenstrumpf um den Hals und trug die Kleidung von Alice Pentney. Beide Opfer ließen ihre Schuhe bei Schuhmacher Bilney anfertigen. Über Mr. Bilney kommen sie auf dessen ehemalige Angestellte Sarah O’Brien, die angeblich Selbstmord begangen haben soll. Watson lässt Sarah O’Brien exhumieren und man erkennt, dass sie das erste Opfer des Serienmörders war und er dem späteren Opfer Alice Pentney ihre Kleider angezogen hatte.
Bei der Beerdigung von Georgina wird die 13-jährige Imogen Helhoughton entführt, doch der Täter lässt sie wieder frei, nachdem er entdeckte, dass sie einen Klumpfuß hat. Holmes findet heraus, dass der jetzige persönliche Diener der Herzogin von Narborough, Charles Allen, in den Häusern aller drei Opfer beschäftigt war. Allen hat jedoch für alle Tatzeiten ein sicheres Alibi.
Holmes benutzt Roberta Massingham als Köder für den Täter und tatsächlich wird Charles Allen dabei erwischt, wie er sie gerade betäubt. Allen wird festgenommen, doch Holmes erklärt, dass er einen Zwillingsbruder haben muss, was auch sein Alibi erklären würde. Anhand der Fingerabdrücke erkennen sie, dass sie den falschen gefangen haben. Der andere Zwillingsbruder entführt inzwischen Roberta aus ihrem Zimmer. Holmes und Watson finden sein Versteck, befreien Roberta und können beide Zwillingsbrüder festnehmen. Watson heiratet schließlich seine Verlobte.

## Hintergrund
- Wie bereits in der BBC-Verfilmung Der Hund der Baskervilles aus dem Jahr 2002 wurde der Film wieder von Tiger Aspect Productions produziert und das Drehbuch von Allan Cubitt geschrieben. Dr. Watson wird wieder von Ian Hart gespielt, Richard Roxburgh wurde jedoch durch Rupert Everett als Sherlock Holmes ersetzt.

- Der Dialog zu Beginn des Films, in welchem Holmes meint, Watson hätte siebeneinhalb Pfund zugelegt und Watson darauf besteht, dass es nur sieben Pfund wären, stammt aus der Geschichte Ein Skandal in Böhmen.[2]

## Kritiken
„Gediegene Conan-Doyle-Adaption, die nach schleppendem Anfang ein beträchtliches Maß an Spannung entwickelt und durch den überzeugenden Hauptdarsteller (im soliden BBC-Stil) bestens unterhält.“

## Auszeichnungen
- Rupert Everett war in der Kategorie Bester Darsteller in einer Miniserie oder einem Fernsehfilm für die Satellite Awards 2005 nominiert.
- Adrian Johnston war für die Filmmusik für einen RTS Television Award 2005 der Royal Television Society nominiert.